# نیروهای دفاعی شیلی

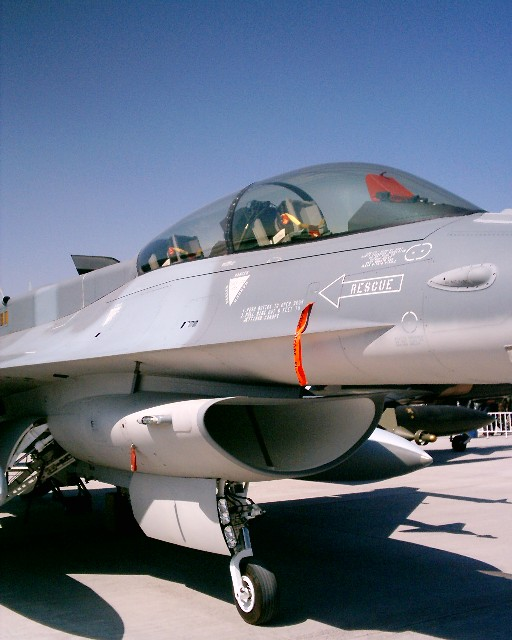
هواپیمای اف-۱۶ فالکن نیروی هوایی شیلی

نیروهای مسلح شیلی که تحت نظارت نظامی قرار دارند از طریق وزارت دفاع به وسیله رئیس‌جمهور کنترل می‌شوند. رئیس‌جمهور این اختیار را دارد تا فرمانده کل نیروهای مسلح را برکنار نماید.
فرمانده کل قوای ارتش شیلی ژنرال اسکار ایزوریتا فرر است. ارتش شیلی شامل ۵۵۰۰۰ نفر نیروی قوی بوده و به وسیله ستاد ارتش در سانتیاگو سازماندهی می‌شود، که شامل هفت یگان در این منطقه، یک تیپ هوابرد در رانکاگوا، و یک نیروی مخصوص کماندو در کولینا هستند. ارتش شیلی یکی از حرفه‌ای‌ترین و پیشرفته‌ترین ارتشها از لحاظ فناوری در کشورهای آمریکای لاتین می‌باشد.
دریاسالار رودولفو کودینا دیاز رهبری ۲۵۰۰۰ نفر نیروی دریایی شیلی و از جمله ۵۰۰۰ تفنگدار دریایی را برعهده دارد. از میان ۲۹ فروند کشتی زمینی- دریایی ناوگان شیلی، تنها ۶ فروند از آن‌ها سیستم‌های اصلی عملیاتی (از انواع تخریبچی و ناوچه محافظ) هستند. این کشتی‌ها در والپاریزو مستقر می‌باشند. نیروی هوایی دارای سیستم هوابرد مخصوص حمل و نقل و اسکورت برای خود بوده؛ و هیچگونه ناوشکن یا هواپیمای بمب افکن ندارد. نیروی دریایی شیلی همچنین سه فروند زیردریایی در تالکاهوانو دارد.

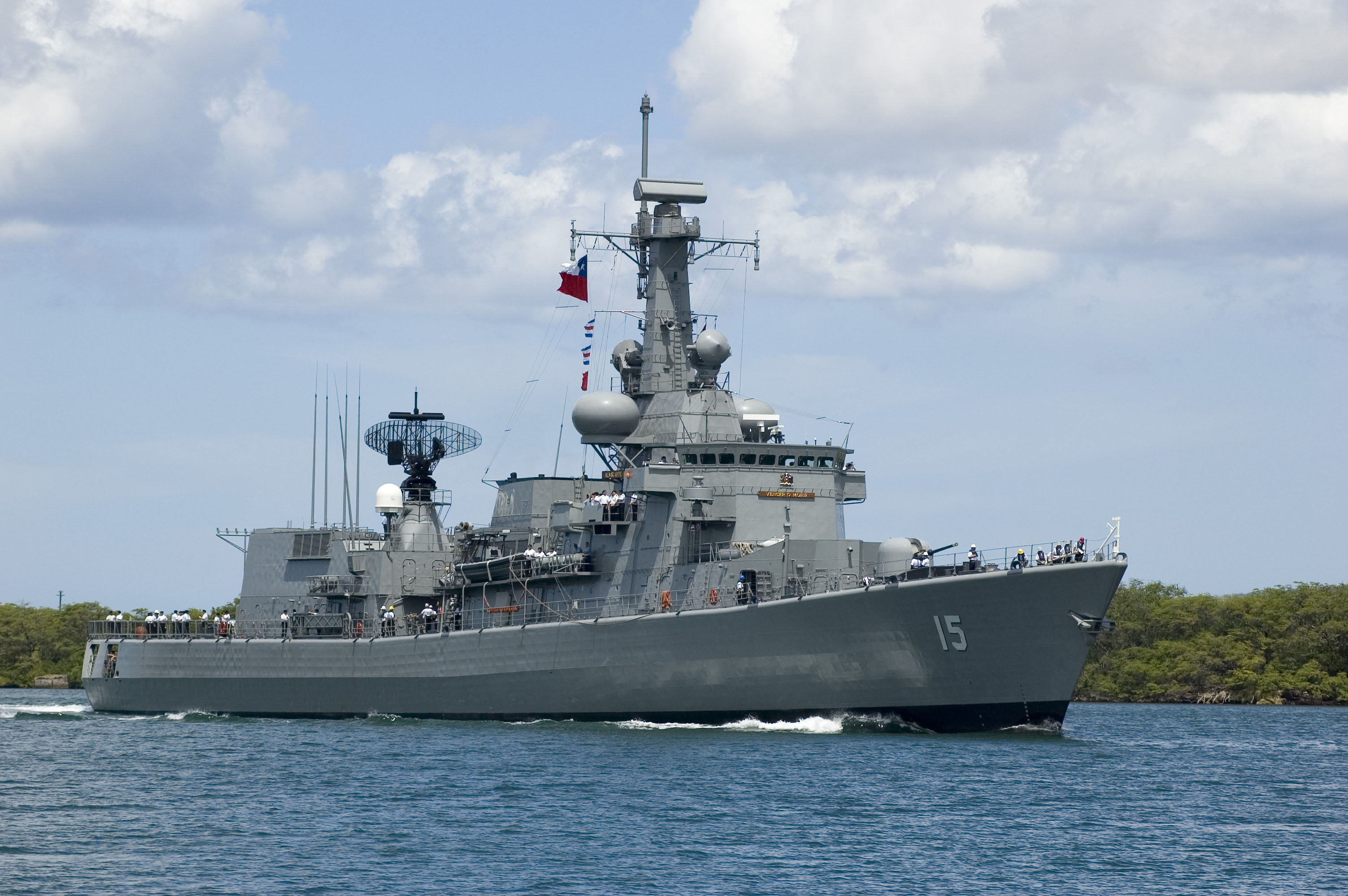
کشتی آلمیرانته بلانکو انکالادا متعلق به شیلی در بندر پرل هاربور آمریکا

ژنرال اوسوالدو سارابیا ویلچز فرماندهی ۱۲۵۰۰ نفر افراد نیروی هوایی را بر عهده دارد. مجموعه یگانهای هوابرد شیلی در بین پنج مقر تیپ هوایی توزیع شده که در نواحی ایکوئیکو، آنتوفاگاستا، سانتیاگو، پورتو مونت و پونتا آرناس واقع شده‌اند. نیرو هوایی شیلی همچنین در یک پایگاه هوایی در جزیره کینگ جورج، قاره جنوبگان عملیات هوایی انجام می‌دهد. نیروهوایی شیلی در سال ۲۰۰۶ ۱۰فروند هواپیمای ۱۶- F آمریکایی را در کنار ۶ فروند هواپیمای دسته دوم بازسازی شده از همان نوع مزبور از نیروی هوایی سلطنتی هلند، تحویل گرفت.
پس از کودتای نظامی در سپتامبر ۱۹۷۳، پلیس ملی شیلی که به عنوان تفنگداران شیلی نیز شناخته شده‌اند، با وزارت دفاع متحد شدند. با بازگشت حکومت دموکراتیک، پلیس تحت کنترل وزارت کشور قرار گرفت اما ظاهراً به‌طور اسمی تحت نظارت وزارت دفاع باقی مانده‌است. ژنرال خوزه برنالس رئیس ۳۰ هزار نیروی پلیس مرد و زن شیلی است که مسئول اجرای قانون، مدیریت ترافیک، مراقبت از مرزها، سرکوب (قاچاقچیان) مواد مخدر و مقابله با تروریسم در سراسر کشور شیلی هستند.
پلیس آگاهی شیلی در سال ۱۹۳۳ به وجود آمد که به عنوان یک سازمان پلیسی غیرنظامی و مشابه با دامنه و عملکرد پلیس فدرال آمریکا FBI عمل می‌کند. از لحاظ اداری بخشی از وزارت دفاع، فعالیتش به عنوان یک بازوی تحقیقاتی از شاخه قضائی است که وظایف واقعی خود را درقبال تحقیق و تحلیل پزشکی قانونی انجام می‌دهند؛ پلیس‌های شهری در مقایسه با آنها، قانون را پیاده نموده و از وقوع جرم و جنایت جلوگیری می‌کنند، اما در واقع هیچگونه تحقیقی راجع به جرم و جنایات انجام نمی‌دهند. پرفکتو آرتورو هررا وردوگو فعلاً رئیس پلیس آگاهی در شیلی می‌باشد.